# Diran Alexanian
Diran Alexanian (Տիրան Ալեքսանեան; Costantinopoli, 2 aprile 1881 – Chamonix-Mont-Blanc, 27 luglio 1954) è stato un violoncellista e docente armeno.

## Biografia
Studiò violoncello con Friedrich Grützmacher a Lipsia e suonò musica da camera con Johannes Brahms ed il violinista Joseph Joachim. In giovane età era un violoncellista rifinito, eseguendo all'età di diciassette anni la parte solista del Don Quixote di Richard Strauss.
All'età di vent'anni Alexanian si stabilì a Parigi, dove incontrò Pablo Casals. Casals aveva visto Alexanian esibirsi e notò che la diteggiatura di Alexanian era in linea con il suo nuovo modo di suonare il violoncello. Impararono a conoscersi, scoprendo di avere opinioni simili sulla tecnica generale e sull'interpretazione della musica.
Nel 1921 Alexanian divenne l'assistente di Casals all'École Normale de Musique de Paris (fondata nel 1919 da Alfred Cortot e Auguste Mangeot), dove Casals era un insegnante e di Jacques Thibaud. Lì lui e Casals misero in pratica le loro idee rivoluzionarie. Studenti provenienti da tutto il mondo vennero a studiare con lui in quel periodo, tra questi Gabriel Cusson, Maurice Eisenberg, Antonio Janigro, Gregor Piatigorsky, Hidayat Inayat Khan, Pierre Fournier e Emanuel Feuermann. Durante il suo incarico alla scuola Alexanian pubblicò nel 1922 il suo libro sulla tecnica del violoncello, Traite Theorique et Pratique du Violoncelle e nel 1929 la sua famosa edizione delle Suite di Bach.
Alexanian abbandonò la sua posizione all'École nel 1937 e si trasferì negli Stati Uniti. Lì insegnò sia al Peabody Institute di Baltimora, sia alla Manhattan School of Music di New York City. Lì tra i suoi studenti c'erano Bernard Greenhouse, David Soyer, George Ricci, Raya Garbousova, David Wells e Mischa Schneider.